# Populus inopina
Populus inopina är en videväxtart som beskrevs av J.E. Eckenwalder. Populus inopina ingår i släktet popplar, och familjen videväxter. Inga underarter finns listade i Catalogue of Life.